# Scandaglio
Lo scandaglio è uno dei più antichi ed utilizzati strumenti idrografici e serve per misurare la profondità dell'acqua durante la navigazione.
Antiche pitture egizie raffigurano un uomo che maneggia lo scandaglio sulla prua della nave, ed Erodoto lo cita nel suo "Le Storie - libro II".
Nella sua forma primitiva era costituito da una cordicella ed un peso legato all'estremità. Il peso veniva gettato in acqua e conseguentemente si misurava la lunghezza della corda al momento del contatto con il fondale. Il sistema venne perfezionato nel corso del tempo, adeguando i materiali alla tecnologia disponibile.
Il sistema di misurazione meccanica del fondale è attualmente stato soppiantato dalla tecnologia elettronica dell'ecoscandaglio.

## Categorie e tipi di scandagli
- Scandaglio acustico: denominazione generica degli scandagli ad Eco. Appartengono anche a questa categoria le bombette per scandagliare, poiché per l'uso di esse è necessario l'organo dell'udito; ma questo interviene soltanto per determinare l'istante in cui la bombetta, di cui è nota la velocità di discesa, tocca il fondo ed esplode, e non per misurare lo spazio di andata e ritorno percorso dal rumore e dal suo eco. Vedasi Idrofono;
- Scandaglio a caduta libera
- Scandaglio a decolorazione:Scandaglio meccanico atto all'impiego con nave in moto. All'estremità del cavetto di acciaio è fissato un pezzo di sagola di circa due metri, alla quale viene legato un astuccio detto porta tubi, il quale nella parte superiore ha un tappo e nella parte inferiore è forato per lasciare libera circolazione all'acqua. All'estremità inferiore della sagola è attaccato un peso di circa 800 grammi. Nell'astuccio si pone un sottile tubo di vetro chiuso a un'estremità ed aperto all'altro, ricoperto interamente di cromato d'argento (rosso) che, combinando con il cloruro di sodio presente nell'acqua di mare, diviene bianco fino al livello corrispondente alla pressione idrostatica che cresce con la profondità[non chiaro];
- Scandaglio sul gavitello
- Scandaglio idrostatico: scandaglio meccanico del tipo di quelli con tubi a decolorazione, nel quale però la pressione prodotta dall'acqua, che entra nel tubo, spinge in alto un pistoncino a tenuta d'aria con molla antagonista, il quale trascina con sé un indice che fornisce la lettura della profondità. Gli apparecchi di questo tipo hanno il vantaggio che il tubo non deve essere cambiato ad ogni scandaglio;
- Scandaglio a molinello: denominazione generica di scandagli la quale discesa e il salpamento del peso e l'indicazione della profondità si effettuano per mezzo di un apparecchio meccanico. Il peso è assicurato a un filo o a un cavetto di acciaio avvolto intorno a un tamburo o mulinello, munito di freno per la discesa e di manovella per il salpamento; un congegno fa funzionare il contatore della profondità. È impiegato con nave ferma o quasi.
- Scandaglio a perdita di peso
- Scandaglio a sagola
- Scandaglio sul piombo
- Scandaglio da sentina: Asta metallica graduata, avente all'estremità superiore un foro con sagola, per calarsi nella sentina e misurare il livello dell'acqua esistente, mediante l'altezza della parte bagnata. In seguito si è usato per misurare il livello dell'acqua e della nafta nei rispettivi depositi. Oggi si ha la sonda elettronica.
- Scandaglio termometrico
- Scandaglio di tromba: asta graduata di ferro piatta, con un foro ad una delle estremità per legarsi a una corda e calarsi dentro un foro in corrispondenza del pozzo di sentina, allo scopo di conoscere l'altezza dell'acqua o verificare l'effetto delle pompe quante queste funzionano per l'esaurimento dell'acqua in caso di falle.
- Scandaglio ultracustico: scandaglio ad eco basato sulla emissione di ultrasuoni. Nel tipo più diffuso l'organo emittente è costituito da un proiettore ultrasonoro a quarzo, fissato orizzontalmente allo scafo al disotto della chiglia con la faccia rivolta in basso.